# دل‌دار (مجموعه تلویزیونی)
دل‌دار یک مجموعه تلویزیونی به کارگردانی جمشید محمودی و نوید محمودی و نویسندگی  آزیتا ایرایی و مهدی حمزه محصول گروه فیلم و سریال شبکه دو تلویزیون ایران ملودرامی اجتماعی عاشقانه است که برای پخش در ماه رمضان سال ۱۳۹۸ تهیه و تولید شد.

## خلاصه داستان
در خلاصه داستان این سریال آمده‌است: «دیرست که دلدار پیامی نفرستاد» 
سریال ماجرای عشق چند دختر و پسر است که خانواده هایی از طبقه متوسط بدنه داستان را شکل می دهد و معضل بیکاری و چالش های نسل جوان را به تصویر می کشد. نقش اصلی قصه درباره آرش با بازی محمدرضا غفاری نخبه دانشگاهی است که به دلیل بیماری مادرش دانشگاه را رها می کند و در ادامه داستان سریال شکل می گیرد. محمدرضا غفاری، سوگل خلیق، حسام محمودی و الناز حبیبی نقش چهار جوان اصلی این سریال را بازی می کنند که دو به دو دل بسته یکدیگرند.

## بازیگران
| بازیگر           | نقش                       |
| ---------------- | ------------------------- |
| محمدرضا غفاری    | آرش جوانمردی              |
| الناز حبیبی      | شادی جوانمردی             |
| سوگل خلیق        | رونا نظری                 |
| حسام محمودی      | امیر گودرزی (سامان افضلی) |
| نیما رئیسی       | پژمان شریفی               |
| مهران نائل       | کامیار عرفانی             |
| بهزاد فراهانی    | قاسم شریفی                |
| مریم بوبانی      | طاهره                     |
| علی اوسیوند      | حسین نظری                 |
| همایون ارشادی    | دکتر جلال مفخر            |
| کمند امیرسلیمانی | ستاره                     |
| پریوش نظریه      | هما محمودی                |
| علیرضا آرا       | بهرامی                    |
| رویا جاویدنیا    | فریده                     |
| خیام وقارکاشانی  | صالح                      |
| پیمان مقدمی      | مرتضی                     |
| سجاد دیرمینا     | رامین نظری                |
| صحرا اسدالهی     | پونه شریفی                |
| وحید آقاپور      | مجید                      |
| مونا کرمی        | بنفشه شاکری               |
| صدف اسپهبدی      | مهسا                      |
| شادی مختاری      | ندا                       |
| مهتاب شیروانی    | فلور                      |
| کوروش شاداب فر   |                           |